# Nergal-ilaja (eponim w 861 r. p.n.e.)
Nergal-ilaja, Nergal-ila’i (akad. Nergal-ilāja, Nergal-ila’i; w transliteracji z pisma klinowego zapisywane mdMAŠ.MAŠ-DINGIR-a-a; tłum. „Nergal jest mym bogiem”) – wysoki dostojnik za rządów asyryjskiego króla Aszurnasirpala II (883-859 p.n.e.), zgodnie z Asyryjską listą eponimów w 861 r. p.n.e. sprawował urząd eponima (akad. limmu). To samo imię nosili też eponimowie z 830, 817 i 808 r. p.n.e., ale wydaje się mało prawdopodobne, by chodziło tu o jedną i tę samą osobę.